# Mesobrochus imbecillus
Mesobrochus imbecillus is een fossiele soort schietmot uit de familie Polycentropodidae.